# Sennen
Sennen är en by och en civil parish i Cornwall i England. Orten har 921 invånare (2011).